# Вулиця Котляревського (Мелітополь)
Вулиця Котляревського — вулиця в Мелітополі в історичному районі Новий Мелітополь. Йде від Польової вулиці на південь і закінчується на границі міста. Забудована приватними будинками.

## Назва
Вулиця названа на честь Івана Котляревського — українського поета і драматурга, творця літературної української мови.

## Історія
Рішення про найменування проєктної вулиці датується 18 жовтня 1993 року. Одночасно була створена сусідня вулиця Сковороди.